# Anatol (Botnar)
Anatol, imię świeckie Gieorgij Botnar (ur. 3 maja 1950 w Pituszce) – biskup Mołdawskiego Kościoła Prawosławnego.

## Życiorys
Urodził się w rodzinie psalmisty cerkiewnego. W latach 1971–1974 był studentem seminarium duchownego w Odessie. 3 marca 1974 został wyświęcony na diakona, zaś 31 marca tego samego roku – na kapłana. W latach 1974–1998 pełnił posługę kapłańską w różnych parafiach na terenie Mołdawii, od 1990 jako protoprezbiter. W 1998 uzyskał w trybie zaocznym dyplom Moskiewskiej Akademii Duchownej.
28 sierpnia 1998 złożył wieczyste śluby zakonne i dwa dni później został podniesiony do godności archimandryty. 12 września 1998 w soborze Trójcy Świętej w Monasterze Daniłowskim w Moskwie miała miejsce jego chirotonia biskupia. Od 1999 nosi tytuł biskupa kagulskiego i komrackiego.
16 maja 2021 został podniesiony do godności arcybiskupa.